# میگل فاریا جونیور
میگل فاریا جونیور (انگلیسی: Miguel A. Faria Jr.؛ زادهٔ ۳۰ سپتامبر ۱۹۵۲) جراح مغز و اعصاب است.